# کوه حسن
کوه حسن (ترکی استانبولی: Hasan Dağı) یک آتشفشان چینه‌ای غیرفعال در استان آق‌سرای در کشور ترکیه است.این کوه با ۳٬۲۶۸ متر ارتفاع، دومین کوه بلند مرکز آناتولی است.